# F-19 Stealth Fighter
F-19 Stealth Fighter è un simulatore di volo militare, di ambientazione moderna, sviluppato e pubblicato da MicroProse per MS-DOS nel 1988 e successivamente convertito per Amiga, Atari ST e PC-98.
Si tratta di una versione molto rinnovata di Project Stealth Fighter, pubblicato nel 1987 per Commodore 64. 
Lo sviluppo per MS-DOS si deve soprattutto a Sid Meier e Andy Hollis.
Il gioco consente di pilotare un velivolo stealth dell'ipotetico modello F-19 oppure, dalle versioni Amiga/ST, del modello reale F-117 Nighthawk.